# Gmina Peshkopi
Gmina Peshkopi (alb. Bashkia Peshkopi) – gmina miejska położona w środkowej części Albanii. Administracyjnie należy do okręgu Dibra w obwodzie Dibra. W 2011 roku populacja gminy wynosiła 13 251 w tym 6451 kobiet oraz 6800 mężczyzn, z czego Albańczycy stanowili 95,42% mieszkańców. Siedziba gminy znajduje się w Peshkopi.